# 부곡동 (안산시)
부곡동(釜谷洞)은 경기도 안산시 상록구의 행정동이다. 부곡동의 대부분을 관리한다. 동네[谷]의 형상이 가마솥[釜]을 엎어놓은 듯한 모양을 취하고 있어 유래하였다.

## 역사
- 조선 시대: 안산군 군내면 부곡리(釜谷里)·신리(新里)
- 1914년 4월 1일: 시흥군 수암면 부곡리
- 1986년 1월 1일: 안산시가 설치되면서 수암동 소속이 되었다.
- 1991년 11월 18일: 수암동에서 월피동이 분동되었다.
- 1995년 3월 2일: 월피동에서 부곡동이 분동되면서, 국도 제42호선의 서쪽 일부는 월피동이, 나머지는 부곡동이 관리하게 되었다.
- 2002년 11월 1일: 상록구가 설치되었다.